# Michael Matt
Michael Matt, född 13 maj 1993, är en österrikisk alpin skidåkare. Han är yngre bror till den dubble världsmästaren och olympiasegraren Mario Matt. Michael debuterade i världscupen säsongen 2014 i en tävling i Levi. Tre år senare, i november 2016, nådde han sin första pallplats i världscupen när han blev tvåa i en tävling på samma ort. 
Vid de olympiska tävlingarna i alpint 2018 i Pyeongchang tog han en bronsmedalj i slalom.